# Thomas Hickey
Thomas Hickey (* 8. Februar 1989 in Calgary, Alberta) ist ein ehemaliger kanadischer Eishockeyspieler, der im Verlauf seiner aktiven Karriere zwischen 2004 und 2022 unter anderem 480 Spiele für die New York Islanders in der National Hockey League (NHL) auf der Position des Verteidigers bestritten hat.

## Karriere

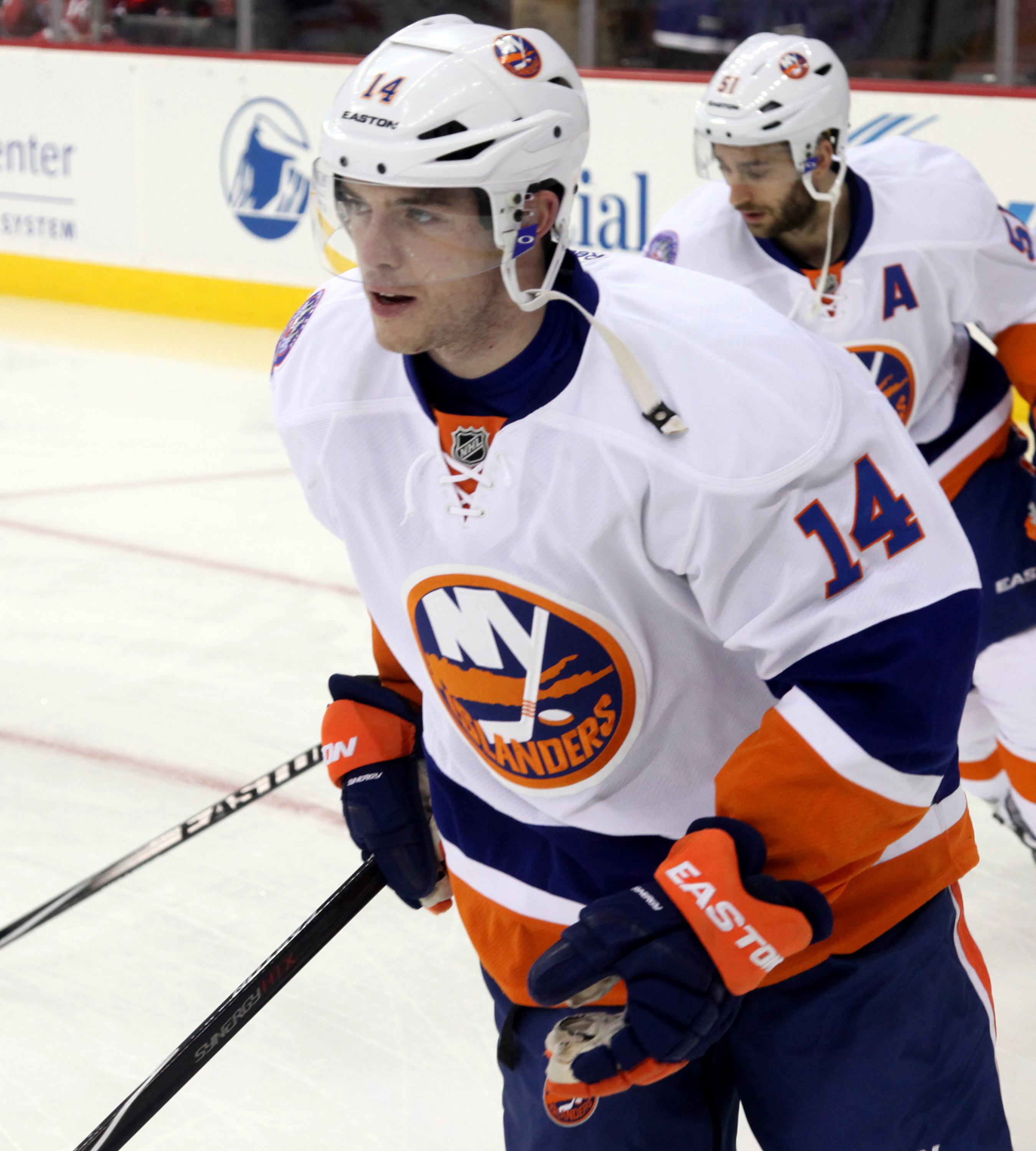
Hickey im Trikot der New York Islanders (2015)

Hickey hatte seine ersten Einsätze in der Western Hockey League in der Saison 2004/05, in der er fünf Spiele für die Seattle Thunderbirds bestritt. Von 2005 bis 2009 gehörte der Verteidiger zum Kader der Thunderbirds, mit denen er in jedem Jahr die Playoffs erreichte. Beim NHL Entry Draft 2007 wurde er an vierter Stelle von den Los Angeles Kings ausgewählt und unterschrieb nur wenige Wochen später einen Vertrag in Los Angeles. Anschließend wurde er in die WHL zurückgeschickt, wo er in den folgenden beiden Spielzeiten jeweils ins WHL First All-Star-Team gewählt wurde. In der Saison 2008/09 absolvierte Hickey zudem seine ersten Spiele in der American Hockey League (AHL) für das Farmteam der Kings, die Manchester Monarchs, bei denen er ab 2009 fest zum Kader gehörte und ab der Spielzeit 2010/11 als einer von drei Assistenzkapitänen aktiv war.
Am 15. Januar 2013 wurde Hickey, ohne bis dahin ein NHL-Spiel bestritten zu haben, von den Los Angeles Kings auf die Waiverliste gesetzt und von den New York Islanders verpflichtet. Dort gelang ihm auf Anhieb der Sprung in den NHL-Kader und er absolvierte in seiner Rookiesaison 39 Spiele. In seinem zehnten Einsatz gelang ihm mit einem Treffer in der Verlängerung gegen die Canadiens de Montréal sein erstes Tor in der NHL.
Im weiteren Verlauf etablierte sich Hickey im Aufgebot der Islanders und gehörte Mitte der 2010er Jahre zur Stammbesetzung in der Verteidigung. Diesen Stammplatz verlor er jedoch zur Saison 2019/20, sodass er hauptsächlich bei New Yorks Farmteam auf dem Eis stand, den  Bridgeport Sound Tigers/Islanders. Zudem wurde er in der Spielzeit 2021/22 zeitweise innerhalb der AHL an die Ontario Reign verliehen.

### International
Hickey spielte für die kanadischen Auswahl bei den U20-Junioren-Weltmeisterschaften in den Jahren 2008 und 2009. Bei beiden Turnieren gewann er mit seinem Team die Goldmedaille.

## Erfolge und Auszeichnungen
| - 2007 Teilnahme am CHL Top Prospects Game - 2007 WHL Second All-Star-Team - 2008 WHL First All-Star-Team | - 2009 WHL First All-Star-Team - 2012 Teilnahme am AHL All-Star Classic |

### International
- 2008 Goldmedaille bei der U20-Junioren-Weltmeisterschaft
- 2009 Goldmedaille bei der U20-Junioren-Weltmeisterschaft

## Karrierestatistik

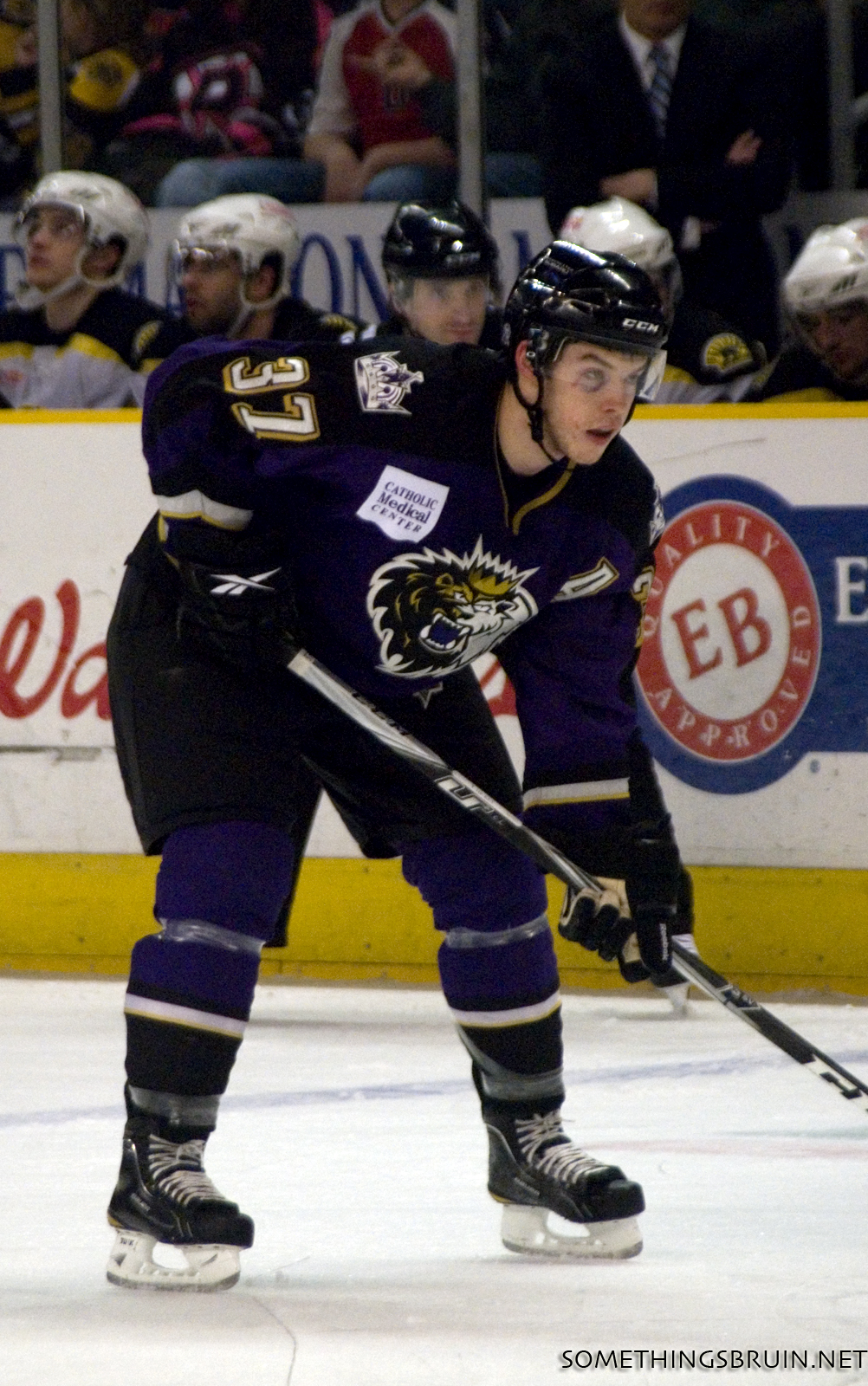
Hickey als Spieler der Manchester Monarchs (2011)

### International
Vertrat Kanada bei:
- World U-17 Hockey Challenge 2006
- Super Series 2007
- U20-Junioren-Weltmeisterschaft 2008
- U20-Junioren-Weltmeisterschaft 2009

(Legende zur Spielerstatistik: Sp oder GP = absolvierte Spiele; T oder G = erzielte Tore; V oder A = erzielte Assists; Pkt oder Pts = erzielte Scorerpunkte; SM oder PIM = erhaltene Strafminuten; +/− = Plus/Minus-Bilanz; PP = erzielte Überzahltore; SH = erzielte Unterzahltore; GW = erzielte Siegtore; 1 Play-downs/Relegation; Kursiv: Statistik nicht vollständig)